# Jean Todt
Jean Todt (Pierrefort, 1946. február 25. –) francia sportvezető, az Nemzetközi Automobil Szövetség (FIA) korábbi elnöke, a Scuderia Ferrari Formula–1-es csapat korábbi vezetője, majd technikai igazgatója. Technikai igazgatóként csak egy évet töltött a csapatnál.

## Élete
Todt a Cantal régióbeli Pierrefort-ban született. Apja lengyel zsidó, aki a második világháború idején menekült Franciaországba. Anyja francia. Karrierjét az autósportban ralinavigátorként kezdte. Az aktív versenyzéstől 1981-ben vonult vissza.

### Peugeot Talbot Sport
A Todt által menedzselt csapat pár gyengébb év után először 1985-ben nyert világbajnoki címet, majd ezt a következő szezonban is megismételték. A Peugeot nem lépett be a Formula–1-be, így nem velük, hanem a Scuderia Ferrarival szerződött 1993-ban.

### Scuderia Ferrari

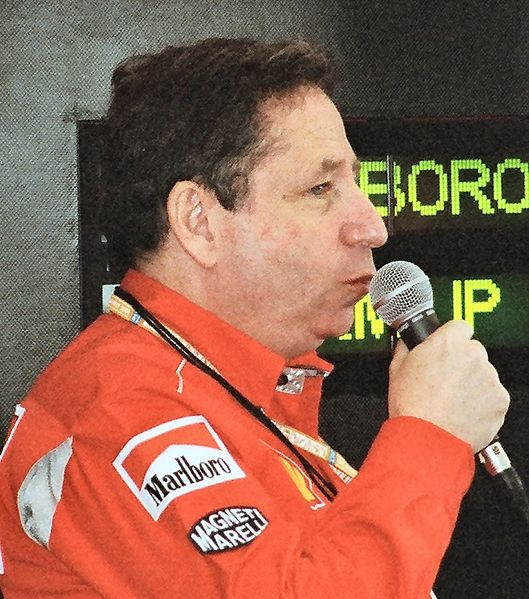
Jean Todt a 2001-es spanyol nagydíjon

Todt volt az új elnök, Luca di Montezemolo első igazolása. Todt és Montezemolo 1996-ban leszerződtették az akkor kétszeres világbajnok Michael Schumachert, akivel együtt Ross Brawn és Rory Byrne is a Ferrari tagja lett. Todt regnálása alatt lett a Ferrari ismét sikeres istálló. Az ő ideje alatt Schumacher 5, Kimi Räikkönen egy világbajnoki címet szerzett, emellett számtalan konstruktőri cím is a Ferrarié lett.

### FIA
2009. október 9-én választották meg az FIA elnökének. Ő 135 szavazatot kapott, ellenfele, az egykori finn ralivilágbajnok, négyszeres Dakar-rali győztes Ari Vatanen 49-et. A 2013-as FIA elnökválasztás előtt a Formula–1 olasz nagydíjának hétvégéjén több csapat vezetője is kijelentette, hogy Todt ideális munkát végzett a szervezet élén. A 2013 decemberi elnökválasztáson egyhangúlag támogatták az újabb négyéves ciklusának megkezdését, ehhez hozzájárult, hogy még novemberben visszalépett egyetlen kihívója, a brit David Ward. Kampányában nagy súlyt fektetett a kisebb kategóriák fejlesztésére és a széndioxid-kibocsátás csökkentésére.
A 2021-es FIA-elnökválasztáson már nem vett részt, helyére Mohammed bin Szulajmot szavazták meg.

### Magánélete
A francia kormánytól 2007-ben megkapta a francia Becsületrend keresztjét. Barátnője Michelle Yeoh malájziai színésznő.
Egy rövid szerep erejéig látható az Asterix az olimpián című filmben.
Fia, Nicolas Felipe Massa, Charles Leclerc és Pastor Maldonado menedzsere.